# Понте Торело (Беневенто)
Понте Торело је насеље у Италији у округу Беневенто, региону Кампанија.
Према процени из 2011. у насељу је живело 254 становника. Насеље се налази на надморској висини од 51 м.